# Якір Йона Еммануїлович
Які́р Йо́на Еммануї́лович (3 (15) серпня 1896 , Кишинів, Бессарабська губернія  — 12 червня 1937 , Москва ) — радянський військовий діяч, командарм 1-го рангу, учасник встановлення радянської окупаційної влади в Україні, придушував повстанський рух. Після перемоги більшовиків — командувач Українського військового округу, з 1935 року — Київського військового округу. 1937 року, після призначення командувачем Ленінградського військового округу, заарештований і розстріляний.
Член ЦК КП(б)У в грудні 1925 — травні 1937 року. Кандидат у члени Політбюро ЦК КП(б)У в листопаді 1927 — червні 1930 року. Член Політичного бюро ЦК КП(б)У в червні 1930 — травні 1937 року. Кандидат у члени ЦК ВКП(б) в липні 1930 — січні 1934 року. Член ЦК ВКП(б) в лютому 1934 — червні 1937 року. Батько Петра Якіра, радянського десидента. 
Входить до числа осіб, що підпадають під декомунізацію.

## Біографія
Народився 3 (15) серпня 1896 року в єврейській родині аптекаря (провізора) Менделя (Еммануїла) Абрамовича Якіра (1864—1912) та Хаї Вольфівної (Клари Володимирівної) Меєрзон (1874—1931) в Кишиневі, тепер Молдова. З серпня 1910 по травень 1912 року працював репетитором і домашнім учителем у Кишиневі. У 1912 році закінчив реальне училище в Кишиневі.
У травні 1912 — травні 1914 року — лаборант, студент Базельського університету в Швейцарії. У травні 1914 — жовтні 1915 року — студент 3-го курсу Харківського технологічного інституту, навчання не закінчив. Під час навчання в інституті брав участь у роботі студентських політичних гуртків.
У жовтні 1915 — листопаді 1916 року — табельник-слюсар заводу сільськогосподарських машин і знарядь акціонерного товариства «І. І. Ген» в Одесі.
У листопаді 1916 — березні 1917 року — рядовий команди артилерійських піротехніків при штабі Особливої російської армії на Румунському фронті. У березні — червні 1917 року — рядовий 5-го полку 1-ї Заамурської дивізії російської армії на Румунському фронті.
Член РСДРП(б) з квітня 1917 року.
У червні — листопаді 1917 року — секретар Військової ради Особливої російської армії на Румунському фронті.
З грудня 1917 року — член Бессарабської ради, член Бессарабського губернського комітету РСДРП(б), член Бессарабського революційного комітету.
У грудні 1917 року організував і очолив батальйон червоногвардійців зведеного Бессарабського загону, який вів боротьбу проти румунських військ, що захопили Бессарабію. Потім служив комісаром бригади Воронезької дивізії та комісаром 2-ї Курської дивізії РСЧА. З липня по вересень 1918 року — комісар Поворінської бойової дільниці РСЧА на Царицинському фронті. З вересня 1918 року — начальник Політичного відділу Південної ділянки загонів завіси РСЧА, керував бойовими операціями проти козаків отамана Всевеликого Війська Донського генерала Петра Краснова.
8 жовтня 1919 — квітень 1919 року — член Революційної військової ради 8-ї армії РСЧА Південного фронту, командувач групи військ. 7 липня — 18 серпня 1919 року — начальник 45-ї стрілецької дивізії РСЧА, яка вела бойові дії проти білогвардійських військ під командуванням генералів Антона Денікіна, Миколи Юденича, а також армії отамана Нестора Махна.
18 серпня — 4 жовтня 1919 року — командувач Південної групи військ 12-ї армії РСЧА, що здійснила бойовий похід з Одеси до Житомира. 19 жовтня 1919 — 6 квітня 1921 року — начальник 45-ї стрілецької дивізії РСЧА. З 20 травня по вересень 1920 року командував Фастівською, потім Золочівською та Львівською групами військ Південно-Західного фронту РСЧА під час польсько-радянської війни (1920). З 15 по 31 грудня 1920 року — тимчасовий командувач 14-ї армії РСЧА. У 1921 році — командир і військовий комісар стрілецького корпусу РСЧА.
У квітні — листопаді 1921 року — командувач військ Кримського військового району, входив до складу президії Кримського обласного комітету РКП(б).
У листопаді 1921 — 21 квітня 1922 року — командувач військ Київського військового округу. 1 червня 1922 — вересень 1923 року — командувач військ Київського військового району Українського військового округу.
У вересні — грудні 1923 року — командир і комісар 14-го стрілецького корпусу Українського військового округу.
У грудні 1923 — квітні 1924 року — помічник командувача Збройними силами України і Криму.
У квітні 1924 — листопаді 1925 року — начальник Головного управління військово-навчальних закладів РСЧА.
З листопада 1925 до 17 травня 1935 року командував військами Українського військового округу в Харкові.
З 17 травня 1935 по 10 травня 1937 року — командувач військ Київського військового округу.
З 10 по 28 травня 1937 року — командувач військ Ленінградського військового округу, до командування так і не приступив через арешт.
У 1930—1934 роках — член Реввійськради СРСР, з 1936 року — член Військової ради НКО СРСР. Обирався делегатом з'їздів РКП(б), а також дев'яти з'їздів Компартії більшовиків України. Неодноразово входив до складу ВУЦВК, а також ЦВК Союзу РСР. Автор праць з питань військового будівництва, місця армії у функціонуванні політичної системи.
Брав участь у масових репресіях у СРСР. Так у лютому 1937 року на засіданні Політбюро ЦК ВКП (б), яке розглядало долю М .І. Бухаріна￼ та О. І. Рикова, кандидат у члени Політбюро ЦК ВКП (б) Й. Е. Якір виступив за негайний суд над ними із використанням смертної кари.

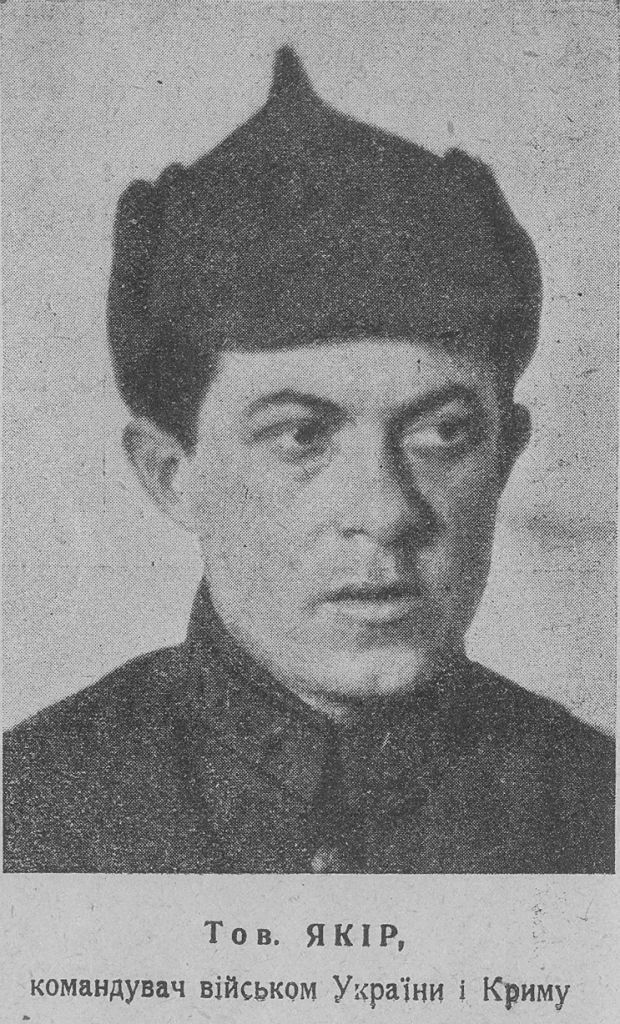
Журнал «Всесвіт», 1926 рік
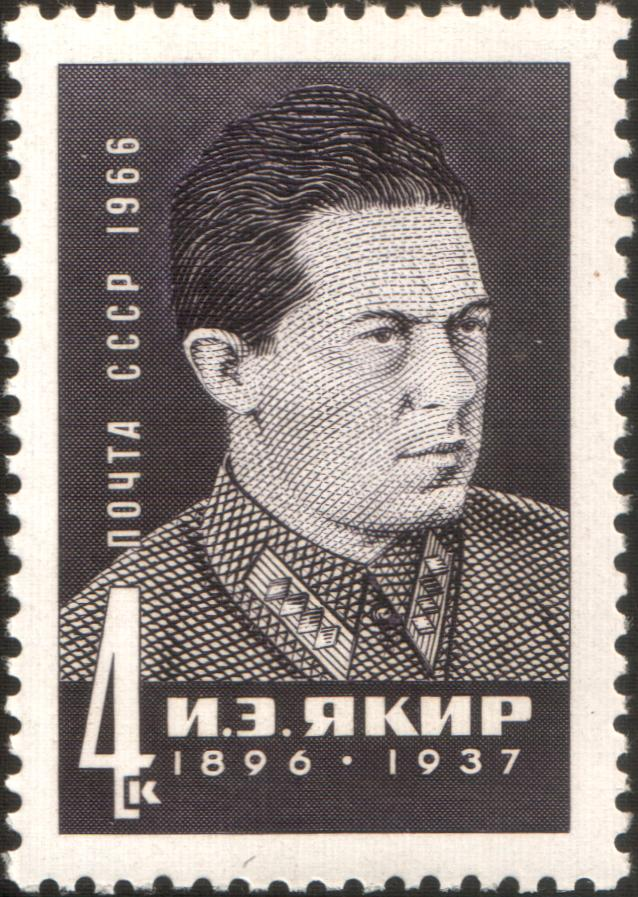
Поштова марка СРСР присвячена Й. Е. Якіру, 1966

### Репресії
28 травня 1937 року заарештований і за особистою санкцією Й. Сталіна 12 червня 1937 року розстріляний. Похований на Донському цвинтарі Москви.
31 січня 1957 року реабілітований. 27 лютого 1957 року поновлений в КПРС.

## Родина
- Батько  — Еммануїл (Мендель) Абрамович Якір.
- Мати  — Хая Вольфівна (Клара Володимирівна Меєрзон.
- Брат  — Моріс Еммануїлович Якір (1902 —1937), воєнінженер 3 рангу. Заарештований та розстріляний за вироком Воєнної колегії Верховного суду СРСР.
- Брат — Самуїл Еммануїлович Якір (1893—1931), військовий лікар. Після смерті його син Еммануїл виходувався у родині Йони Якора.
- Сестра — Ізабелла Еммануїлівна Якір  (20 лютого 1900 — 13 вересня 1986).
- Дружина — Сара Лазарівна Ортенберг (1900— 1971), заарештована 16 листопада 1938 року, засуджена 28 вересня 1939 за статрею як дружина зрадника батьківщини.
- Син  — Петро Йонович Якір (1923—1982), радянський дисидент, відсидів 17 років таборів.
- Онука — Ірина Петрівна Якір  (1948—1999), учасниця правозахисного руху.

## Нагороди
- три ордени Червоного Прапора (8.01.1919, 30.10.1919, .05.1930)